# City Protocol
El City Protocol es un marco de trabajo de carácter abierto y global que se propone facilitar un análisis estructurado del logro y mejora de la sostenibilidad del medio ambiente, la competitividad económica, la calidad de vida y los servicios de la ciudad. Este nuevo enfoque, actualmente en construcción, está basado en la idea de incorporar las tecnologías de la información y la comunicación junto con las ciencias naturales en el rediseño de los modelos de gestión de los servicios urbanos.
La iniciativa aglutina los esfuerzos de compañías, ayuntamientos, centros tecnológicos, universidades y sociedad civil para modelar los servicios ciudadanos del futuro. Siguiendo el ejemplo del Internet Society, busca la definición de una gobernanza de los modelos de ciudad que permita unificar y estandarizar las TIC como elemento transversal que genere sinergias y conocimiento cooperativo entre diferentes áreas que hasta ahora han trabajado al servicio de las ciudades de forma independiente, a fin de obtener mayor eficiencia de los servicios públicos y mejorar la sostenibilidad ambiental, al tiempo que ofrece más oportunidades para las personas y empresas.
La iniciativa creada en el Instituto de Arquitectura Avanzada de Cataluña e impulsada por el Ayuntamiento de Barcelona a partir del año 2011 con la implicación de urbanistas, universidades y empresas de todo el mundo que comparten inquietudes e intereses en la búsqueda de una nueva visión de las ciudades del futuro. Realizó su primer congreso en la ciudad de Barcelona en julio de 2012, con la participación de más de 200 profesionales de 33 ciudades, 15 universidades y más de 40 instituciones y empresas.

## Objetivos
El City Protocol tiene cinco objetivos básicos:
1. Facilitar y fomentar una nueva ciencia de las ciudades
2. Establecer un marco de cooperación entre el consistorio municipal, las empresas, las universidades y las organizaciones
3. Dirigir y preparar el futuro de las ciudades
4. Comprender las fuerzas motrices comunes de la evolución urbana y encontrar espacios comunes de solución para cambiar las reglas de juego
5. Encontrar oportunidades económicas innovadoras y sinergias, y ofrecer productos y servicios de valor añadido.

## Agenda
La City Protocol Society, constitutida formalmente el 31 de octubre de 2013, lidera el proceso de desarrollo del City Protocol mediante los responsables del diseño y la gestión de la actividad regular de los servicios urbanos. Sólo las ciudades que sean relevantes para las comunidades y las ayuden en su interacción podrán avanzar a mayor ritmo y con mayor impacto social. La atención de la City Protocol Society se centrará en la interdependencia entre los sistemas de la ciudad, la colaboración entre los actores de las ciudades y el potencial de la colaboración entre ciudades innovadoras. Los contenidos del City Protocol serán desarrollado por la City Protocol Task Force, en la que expertos de todo el mundo, de forma voluntaria, trabajarán para definir acuerdos en forma de recomendaciones o standards.
Así, el programa de trabajo se centra en los procesos que permiten involucrar a los líderes de las ciudades, la industria y las instituciones, especialmente en el establecimiento de la agenda, la dirección, la colaboración y el seguimiento de los trabajos por parte de equipos de trabajo sobre aspectos específicos.

## Protocolo
El City Protocol se está desarrollando a través de una comunidad, una asociación de ciudades, empresas, instituciones académicas, organizaciones y sociedad civil que representa a las organizaciones que apoyan a cada uno de estos actores. Todos ellos constituyen la Sociedad del Protocolo de Ciudades (City Protocol Society).
Para que este proyecto alcance los objetivos mencionados anteriormente, es esencial la formación de una coalición, con las ciudades como catalizadores tanto de las organizaciones como de los beneficiarios del proceso. Para el City Protocol, las ciudades serán la "piedra angular" para el desarrollo de la investigación de la ciudad, y la participación e implicación de los ciudadanos en el propio proceso de los ciudadanos se considera imprescindible. Las instituciones académicas ayudarán al desarrollo del City Protocol mediante la exploración de nuevas áreas emergentes en las ciudades.

## City Protocol Task Force
La City Protocol Task Force (CPTF) es una comunidad abierta de individuos, los cuales voluntariamente trabajan juntos para desarrollar una serie de acuerdos -City Protocol Agreements (CPA)-, alrededor de un área temática –Thematic Areas (Tas)- en la forma de información técnica o metodológica, quedando esta información reflejada en documentos de recomendaciones o guías.
La participación en la CPTF es de personas que a título individual colaboran aportando sus perspectivas únicas y habilidades, pero nunca actuaran como representantes de sus posibles organizaciones. Todas las actividades de la CPTF son altruistas. 

### Task-And-Finish Teams
Las TasK-And-Finish teams (TAFTs) son los centros de actividad en la CPTF organizados dentro de áreas temáticas (TAs). Las TAFTs son equipos típicamente reducidos de personas enfocados a producir entregables, con un conjunto de objetivos e hitos bien definidos dirigidos a producir cambios o mejoras en la organización de las ciudades o dar respuesta a los retos de las nuevas ciudades. El cronograma de hitos y entregables son usados para medir el progreso de cada una de las TAFT, de tal manera que cuando los objetivos sean alcanzados se disuelva el TAFTs o sea autorizado a continuar con un nuevo cronograma y nuevos hitos para atacar nuevos retos.
Las TAFTs son aprobadas en su creación y en su continuidad por el City Protocol Steering Commite (CPSC).

## Board of Directors
El 31 de octubre de 2013 se constituyó el primer Board od Directors, formado por las ciudades de Barcelona, Ámsterdam y Quito, las empresas CISCO y GDF SUEZ, la universidad de Chicago -a través del Computation Institute- y la New York Academy of Sciences.